# ماركيز هينز
ماركيز هينز (بالإنجليزية: MarQuez Haynes)‏ مواليد 19 ديسمبر 1986 في إيرفينغ، هو لاعب كرة سلة أمريكي. بدأ مسيرته الاحترافية في سنة 2010. يلعب مع رير فينيزيا مستري كلاعب هجوم خلفي. يحمل الرقم 0. يبلغ طوله 6 قدم 2 بوصة (1.9 م).

## المسيرة الاحترافية
لعب مع إلان شالون في الدوري الفرنسي في موسم 2010–2011، ثم لعب مع سي بي غران كناريا في الدوري الإسباني في موسم 2011–2012، ثم لعب مع أرتلاند دراغونز في الدوري الألماني في موسم 2012–2013، ثم لعب مع أولمبيا ميلانو في الدوري الإيطالي في سنة 2013، ثم لعب مع منز سانا 1871 باسكت في سنة 2014، ثم لعب مع مكابي تل أبيب لكرة السلة في موسم 2014–2015، ثم لعب مع دينامو باسكت ساساري في الدوري الإيطالي في موسم 2015–2016، ثم لعب مع باناثينايكوس في سنة 2016، ثم لعب مع رير فينيزيا مستري في سنة 2016.

## إحصائيات المسيرة

### الدوري الأوروبي
| السنة   | الفريق                   | لعب | بدأ | دقيقة | ميداني% | ثلاثية | حرة   | ارتداد | صنع | استلاب | تصدي | نقطة | أداء |
| ------- | ------------------------ | --- | --- | ----- | ------- | ------ | ----- | ------ | --- | ------ | ---- | ---- | ---- |
| 2013–14 | أولمبيا ميلانو           | 10  | 0   | 13.5  | .250    | .273   | 1.000 | .9     | .4  | .2     | .2   | 3.0  | -.1  |
| 2014–15 | مكابي تل أبيب لكرة السلة | 25  | 5   | 17.5  | .383    | .301   | .571  | 1.5    | 1.2 | .4     | .1   | 4.6  | 3.1  |
| 2015–16 | دينامو باسكت ساساري      | 10  | 10  | 29.4  | .408    | .417   | .833  | 1.4    | 3.2 | .4     | .5   | 13.0 | 10.3 |
| المسيرة |                          | 45  | 15  | 20.1  | .375    | .342   | .721  | 1.3    | 1.6 | .3     | .3   | 6.1  | 4.4  |

## روابط خارجية
- ماركيز هينز على موقع الاتحاد الدولي لكرة السلة (الإنجليزية)
- ماركيز هينز على موقع الدوري الأوروبي لكرة السلة (الإنجليزية)
- ماركيز هينز على موقع الدوري الإسباني لكرة السلة (الإسبانية)
- ماركيز هينز على موقع كرة السلة الأوروبية.كوم (الإنجليزية)
- ماركيز هينز على موقع DraftExpress.com (الإنجليزية)
- ماركيز هينز على موقع كلية كرة السلة في سبورتس رفرنس.كوم (الإنجليزية)
- ماركيز هينز على موقع ريلجم (الإنجليزية)
- ماركيز هينز على موقع بروبوليرز (الإنجليزية)
- ماركيز هينز على موقع سبورتس رفرنس (الإنجليزية)